# Léone Ricou
 (juillet 2025).
La mise en forme du texte ne suit pas les recommandations de Wikipédia : il faut le « wikifier ».
Les points d'amélioration suivants sont les cas les plus fréquents :
- Les titres sont pré-formatés par le logiciel. Ils ne sont ni en capitales, ni en gras.
- Le texte ne doit pas être écrit en capitales (les noms de famille non plus), ni en gras, ni en italique, ni en « petit »…
- Le gras n'est utilisé que pour surligner le titre de l'article dans l'introduction, une seule fois.
- L'italique est rarement utilisé : mots en langue étrangère, titres d'œuvres, noms de bateaux, etc.
- Les citations ne sont pas en italique mais en corps de texte normal. Elles sont entourées par des guillemets français : « et ».
- Les listes à puces sont à éviter, des paragraphes rédigés étant largement préférés. Les tableaux sont à réserver à la présentation de données structurées (résultats, etc.).
- Les appels de note de bas de page (petits chiffres en exposant, introduits par l'outil «  Source ») sont à placer entre la fin de phrase et le point final[comme ça].
- Les liens internes (vers d'autres articles de Wikipédia) sont à choisir avec parcimonie. Créez des liens vers des articles approfondissant le sujet. Les termes génériques sans rapport avec le sujet sont à éviter, ainsi que les répétitions de liens vers un même terme.
- Les liens externes sont à placer uniquement dans une section « Liens externes », à la fin de l'article. Ces liens sont à choisir avec parcimonie suivant les règles définies. Si un lien sert de source à l'article, son insertion dans le texte est à faire par les notes de bas de page.
- La présentation des références doit suivre les conventions bibliographiques. Il est recommandé d'utiliser les modèles {{Ouvrage}}, {{Chapitre}}, {{Article}}, {{Lien web}} et/ou {{Bibliographie}}. Le mode d'édition visuel peut mettre en forme automatiquement les références.
- Insérer une infobox (cadre d'informations à droite) n'est pas obligatoire pour parachever la mise en page.

Pour une aide détaillée, merci de consulter Aide:Wikification.
Si vous pensez que ces points ont été résolus, vous pouvez retirer ce bandeau et améliorer la mise en forme d'un autre article.
Pour les articles homonymes, voir Ricou.
Léone (ou Léonie) Ricou, désignée par Brancusi comme Madame L.R., née Élise, Marie, Albertine Roux, le 24 septembre 1875 à Joyeuse (Ardèche), est une salonnière, mécène et collectionneuse d’art dans le Montparnasse des années 1900-1920.
Elle accueille le Tout-Paris littéraire et artistique dans son appartement du 270 boulevard Raspail (Paris 14e), d'où elle lance et inspire de nombreux peintres, sculpteurs, poètes, écrivains.  Elle meurt à Paris, le 21 mars 1928.

## Biographie

### D’Élise Roux à Léone / Léonie Ricou
Élise passe son enfance en Ardèche, puis à Paris, au 4 rue Eugène Sue, Paris 18e. Son père, photographe, vient d'une famille d'huissiers et de petits propriétaires ardéchois ; sa mère est issue d'une famille d'agriculteurs de Rosières. Ses parents arrivent à Paris vers 1880, où son père devient journaliste au Petit Journal. En 1895, Élise s’installe, avec sa mère veuve, ses sœurs Isabelle et Marthe, et leur frère, dans un appartement au 21 rue Pierre Nicole, Paris 5e, près de Montparnasse.

### La vie familiale
À cette époque, Élise (qui se fait appeler Léone ou parfois Léonie) rencontre Joseph Ricou (1876-1957), jeune médecin, avec qui elle s’installe à Montparnasse, rue Victor Considérant. Avant leur mariage, alors que Joseph est encore interne en médecine, ils ont deux petites filles qui meurent de maladie, à 17 mois, en 1899 et 1901. Ils se marient fin 1901 et s’installent dans un vaste appartement 270 boulevard Raspail, Paris 14e, où le docteur Ricou ouvre son cabinet de médecin. En 1907, le docteur Ricou part en mission médicale à Shanghai (Chine). Son épouse, marquée par le deuil de ses enfants, de santé  fragile, décide de rester à Paris.

## Le salon parisien du 270 boulevard Raspail

### Le «cubisme des Salons»
En compagnie des poètes Guillaume Apollinaire, Paul Fort et Alexandre Mercereau (fondateur du groupe de L'Abbaye de Créteil), de ses sœurs, Marthe et Isabelle, ainsi que d’une foule de jeunes artistes de tous pays, Léone Ricou se met à fréquenter les cafés de Montparnasse (La Coupole, La Closerie des Lilas). Avec ses amis, elle participe à l'édition de revues littéraires (Vers et Prose , Le Caméléon), et aide à l'organisation d'expositions (Salon des Indépendants, 1911 ; Salon de la Section d’or, galerie La Boétie, 1912). Avec son ami Mercereau, Léone Ricou est à l'origine du mouvement cubiste : elle réunissait autour d'elle les concepteurs et initiateurs de ce mouvement : Braque, Picasso, ainsi que Metzinger et Gleizes, qui ont révélé le cubisme au grand public au Salon des Indépendants l'année suivante.

### Les invités et protégés de Léone
Vers 1902, sous le nom de Léonie (puis de Léone) Ricou, elle commence à recevoir (d'abord chez Mercereau, 88 boulevard de Port Royal, puis dans son propre appartement, 270 boulevard Raspail), les artistes cubistes qui arrivent à Montparnasse après avoir délaissé Montmartre. Avant la fin de la guerre de 1914-18, son mari rentre en France, mais ils divorcent, en 1916. Le Dr Ricou repart en Chine plusieurs années, puis termine sa carrière et sa vie en Guadeloupe.
Les « après-midi » du Salon de Léone Ricou, sous l'égide d'Alexandre Mercereau, réunissent un cercle d'habitués : artistes, gens de lettres, journalistes, politiciens, ainsi que leurs égéries. La liste de ces personnalités, dont la plupart atteignent la célébrité, voire la gloire, compte environ 200 noms. Beaucoup des artistes invités appartiennent à la cosmopolite « École de Paris », parmi lesquels beaucoup d'étrangers, pour lesquels le Salon de Léone est la première escale parisienne.
En 1915-1916, Léone Ricou donne l’hospitalité au sculpteur François Pompon, qui se retrouve sans commandes, avec sa femme paralysée, et doit  accepter de petits travaux pour survivre. D'autres artistes provinciaux bénéficieront également de la générosité de cette hôtesse parisienne bienveillante.

### Les trois sœurs Roux
Dans le « Salon » du boulevard Raspail, Léone et ses deux sœurs, Isabelle et Marthe, agréables, cultivées, bienveillantes, offrent un accueil de bon aloi, éloignées des polémiques politiciennes. La modestie de leur train de vie est compensé par leur liberté de ton et par leur attrait pour les nouveaux courants artistiques.
Leur ami, le peintre italien Gino Severini, gendre de Paul Fort, évoque le rôle des trois sœurs dans la vie artistique parisienne : « Parmi ces gens, il y avait d’abord madame Ricou, avec ses deux sœurs, madame Dugas et mademoiselle Marthe Roux, qui était une jeune fille un peu moins jeune que la fille de Paul Fort. »
Quant à Brancusi, pourtant solitaire, il se dévoue pour emmener les trois sœurs au cinéma, accepte de passer prendre le café chez Léone, ou de les accueillir en visite dans son atelier voisin.

## Le salon de Léone (Léonie) Ricou, vivier artistique

### Léone Ricou mécène des Cubistes
De 1902 à 1922, Léone Ricou reçoit dans son salon du 270 Bd Raspail de nombreuses personnalités des arts, tant françaises qu’étrangères,  dont les noms sont devenus mondialement connus. Beaucoup n’auraient pas percé dans le microcosme parisien, si Léone Ricou ne les avait pas introduits et soutenus sans faiblir. Véritable égérie du mouvement cubiste, Léone Ricou accueille les plus grands noms des arts de cette époque :  Jacques Villon, Marcel Duchamp, Albert Gleizes, Max Jacob, Pablo Picasso , Julio Gonzalez, Modigliani, André Derain, Brancusi, Ungaretti, Gino Severini, Giovanni Papini, Kees Van Dongen, Francisco Durrio de Madron, Ignacio Zuloaga, Jean Metzinger, Joan Miro, Supervielle, Maurice de Vlaminck, Fernand Léger, Matisse, Jean-Joseph Crotti, Henry de Waroquier, Paul Dermée. Elle soutient beaucoup de jeunes artistes en leur offrant son soutien matériel et en les présentant aux agents, galeristes et marchands.

### Léone Ricou et Alexandre Stoppelaëre
Vers 1918, elle fait la connaissance du peintre Alexandre Stoppelaëre (1890-1978) qui expose à Montparnasse et à la galerie des Aquarellistes Indépendants. Il devient son garde-malade, quand se déclare la maladie pulmonaire qui devait l’emporter 10 ans plus tard. Elle l’épouse en 1922 à la mairie du 14e à Paris. Entre  1920 et 1924, il anime le Salon à ses côtés, amenant ses amis cubistes, devenant agent d’artistes, recherchant la clientèle américaine après-guerre. À partir de 1922, le couple passe plusieurs mois dans le village de Cagnes-sur-Mer (rue des Combes) où ils achètent une petite maison, dans laquelle Léone vit ses toutes dernières années. Ils y reçoivent des amis artistes, parmi lesquels Zuloaga, les Crotti, les Derain, Gleizes, de Waroqiuer.

### De Cagnes à Paris, la fin et l’oubli
Quittant sa maison de la Côte d'Azur, Léone revient à Paris, pour mourir de maladie, à 52 ans, le 21 mars 1928, à son domicile du 270 boulevard Raspail. Demeurée Léone à jamais, elle est enterrée sous le nom de « Léone Stoppelaëre née Roux » à quelques allées de ses filles, disparues toutes deux à 17 mois (dont la tombe a été relevée depuis longtemps). La sépulture est recouverte d’une dalle en marbre gris sur laquelle est gravée le nom STOPPELAERE.  Léone y repose avec d'autres membres de la famille Stoppelaëre (parents de son mari, tante, nièce), qui ont vécu jusque dans les années 1960 dans l’appartement du boulevard Raspail que Stoppelaëre avait conservé.
En 1929, Stoppelaëre part en Belgique, pour y enseigner aux Beaux-Arts. Il  contacte des marchands et disperse les œuvres léguées par Léone. Le produit de ses ventes lui servira à financer ses recherches en Égypte et la construction des « Maisons Stoppelaëre ». Ayant obtenu un poste dans la mission archéologique de Louxor, il y restera de 1942 jusque vers 1956, devenant un égyptologue reconnu.
Le souvenir du Salon de Léone Ricou resurgit grâce à une rencontre de Marthe Roux et de  George Oprescu, un critique d'art roumain qui le fréquentait lors de séjours à Paris en 1908-1910. Se remémorant cette époque, il lui consacrera un article élogieux, 30 ans plus tard, en citant les noms des artistes qui bénéficièrent de l’hospitalité et de la générosité de Léone Ricou, et qui, grâce à l'appui de Léone, devinrent célèbres. Avec nostalgie, il rappelle les qualités humaines et intellectuelles de cette hôtesse.
À l’inverse, Léone sombre dans l'oubli le plus total, au point que plus personne n’évoquera son souvenir jusqu’à ce que surviennent la vente de la collection Bergé-Saint-Laurent en 2009, puis le mémoire de master soutenu en 2016 à La Sorbonne par Louise Pelletier, son arrière-petite-nièce.

## Égérie et collectionneuse

### Amie de Julio González
Arrivé de Barcelone en 1900, le peintre espagnol Julio González (1876-1942) fréquente le salon de Léone et y amène ses amis Picasso, Juan Gris, Max Jacob. Alexandre Mercereau devient son agent. Son atelier de sculpture et de création de bijoux est voisin du Salon de Léone Ricou. Il lui confie sa fille Roberta González (1909-1976), que Léone élèvera en partie pendant l’absence de ses parents. Dans ses lettres, elle l'informe régulièrement des progrès de l'enfant et lui dit la joie que lui procure la compagnie de cette petite fille de 5 ans.

### Muse et amie de cœur de Constantin Brancusi
En 1908, Léone rencontre le sculpteur roumain Constantin Brancusi, avec qui elle noue une amitié amoureuse. En 1914-1915, fuyant la guerre, Léone se réfugie dans sa maison familiale de son village natal de Joyeuse, en Ardèche, où elle invite  Brancusi à la rejoindre. Plus tard, dans les lettres qu'elle lui adresse, elle tente de lui faire part de ses sentiments, et une fois divorcée, elle va jusqu'à lui proposer  de l’épouser, ce qu’il refuse.
Passionnée par l’œuvre de Brancusi, Léone Ricou a inspiré une de ses plus célèbres sculptures, Le Portrait de madame L. R. A l’origine propriété de Fernand Léger (en 1910), revendue plusieurs fois, cette œuvre en bois que Brancusi dédie à Léone atteint le prix record de 29 millions d’euros, lors de la vente Bergé - Yves Saint Laurent de 2009. C'est lors de l'immense publicité donnée à cette vente, à l'exposition de laquelle accourt un énorme public, que le nom de Léone Ricou apparaît dans la presse, comme étant la fameuse « Madame L.R. » du portrait, qui s'avérera être le « clou » de la vente.

### Mademoiselle Léonie, Max Jacob, Picasso, Derain
Catholique pratiquante, Léone/Léonie Ricou accompagne son grand ami Max Jacob dans sa conversion au catholicisme. Sous l’influence de Léone, il raconte son chemin mystique vers le baptême dans son livre Saint Matorel, que Picasso illustre, à la demande du marchand Daniel-Henry Kahnweiler, de quatre gravures qu’il nomme, en référence à leur amie, hôtesse et mécène : Mademoiselle Léonie (Dans une chaise longue, Au chapeau, A la mandoline). La vignette est réalisée par André Derain, grand ami de Léone. Ce livre, qui allie écriture et dessin, est considéré comme le premier livre cubiste.

## La collection de Léone Ricou

### Les «Brancusi» de Léone, enchères records
Selon certains experts, Léone Ricou possédait plusieurs sculptures de Brancusi : La Maiastra (l'oiseau d'or) , Le Baiser, œuvres citées par sa sœur Marthe à Oprescu, ainsi qu'une Muse endormie (en plâtre ou en marbre blanc, visible sur une photo de son salon).
En outre, elle détenait aussi une version de L’Oiseau dans l’espace (en marbre gris bleu sur socle de pierre ocre), qui fut vendue par Stoppelaëre en 1937 et qui réapparut lors d'une vente aux enchères de Christie’s, aux États-Unis, pour un prix record de 27,5 millions de dollars  en 2005. Elle avait aussi une version de Léda (ou un moulage en plâtre) dont elle parle dans une lettre à Brancusi  en lui racontant la visite de Madame de La Rosière : « Elle a été très contente de voir réalisée en Bronze la Leda qu elle avait vue à Cagnes sur la grande photo que vous m'avez envoyée. ».
Enfin, elle avait une gouache de Brancusi la représentant assise en robe rouge, tenant sur ses genoux la Muse endormie ; elle évoque ce portrait dans une lettre à Brancusi.

### Autres œuvres de la collection de Léone Ricou
Léone Ricou possédait aussi le tableau Le Port, de Jean Metzinger, considéré comme l’œuvre fondatrice du cubisme, dont la trace n’a pas été retrouvée.
Il reste chez les descendants de ses deux sœurs, les familles Dugas et Pelletier, des œuvres acquises par Léone ou offertes par les artistes à Léone ou à ses sœurs : tableau et bijoux de Julio Gonzalez, tableau de Roberta Gonzalez, tableaux de Stoppelaëre, dessin de Derain. Léone ne chercha pas à accumuler des œuvres, qu'elle aurait pu acheter alors à bas prix, elle s'intéressait à l'art pour l'art, et offrait l'hospitalité aux artistes sans chercher à spéculer.
De Léone Ricou, injustement tombée dans l'oubli, nous voulons conserver cette lumineuse dédicace que lui laissa Ungaretti : « Elle se donne à la grâce comme le collier de larmes. Et que le soleil éteint les pleurs. ».